# NuttX

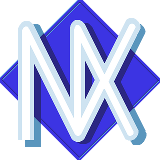

NuttX는 임베디드 시스템의 플랫폼으로  ARM, AVR, AVR32, HCS12, LM32, MIPS, RISC-V, SuperH, Xtensa XL6, Z80등에 사용가능한 운영 체제이다.
커널 유형은  마이크로커널(Microkernel)이다.
NuttX는 표준 준수 및 초소형 풋 프린트 설계보드에 중점을 둔 실시간 운영 시스템 (RTOS)으로 개발되었다. 8비트에서32 비트 마이크로 컨트롤러 환경까지 확장 가능한 NuttX의 주요 관리 표준은 POSIX 및 ANSI 표준을 준수한다는 점에서 유연성을 보장한다. 유닉스 및 기타 일반적인 표준 RTOS에대한 추가 API를 갖는 다른 마이크로커널이 이러한 표준에서 사용할 수 없는 기능이나 임베디드 환경에서 적합하지 않을수있는 기능을 갖는다는 점에서 NuttX는 보다 더 강력하다고 할 수 있다.
NuttX는 허용된 BSD 라이센스하에 2007년 그레고리 너트(Gregory Nutt)에 의해 처음 배포되었다.
오픈소스를 지향하므로 따라서 커스터마이징이 가능하며 표준 C 라이브러리 OS에 완벽하게 통합되어있다.

## 핵심기술
- 표준을 준수하는 C로 쓰여진 커널 (GNU/Linux 빌드방식)
- 모듈형 설계
- BSD 소켓 인터페이스
- 대칭 멀티 프로세싱 (Symmetric Multi-Processing ,SMP)
- 쓰레드 로컬 저장소 (TLS,Thread Local Storage)
- 네트워크 파일 시스템(NFS)
- 유닉스및 다양한 표준 네트워크 프로토콜 지원

IPv4, IPv6, TCP/IP, UDP, ARP, ICMP, ICMPv6, IGMPv2 and MLDv1/v2 (클라이언트 측)
- Nutt Shell 제공

## 저수준 저전력 장치 운영체제
NuttX는 오픈소프트웨어 및 오픈하드웨어로 유명한 드론 업체 3DR의 픽스호크 프로젝트(Pixhawk project,PX4)및 플라이트 컨트롤러(flight controller,FC)에 사용되는 운영체제이다.
픽스호크 플라이트 컨트롤러는 32비트 ARM 아키텍처인 Cortex M4를 장착했다. 리눅스재단의 드론 코드 프로젝트는 PX4를 채택하고 있다.
이처럼 NuttX는 리소스를 최소한으로 구성하여 최적의 성능을 얻기위한 저수준에서 매우 효율적이며 또한 MP3 플레이어등 여러 소형 장치의 운영체제로 사용되고 있다.

## 같이 보기
- VxWorks
- 아두파일럿

## 참고
- NuttX Operating System - User's Manual  by Gregory Nutt - Last Updated: July 15, 2018
- (공식 웹 사이트) www.nuttx.org
- What is Pixhawk 또는 http://px4.io
- 드론코드 프로젝트 보관됨 2018-12-03 - 웨이백 머신